# ナルシス・テオフィル・パトゥイラール

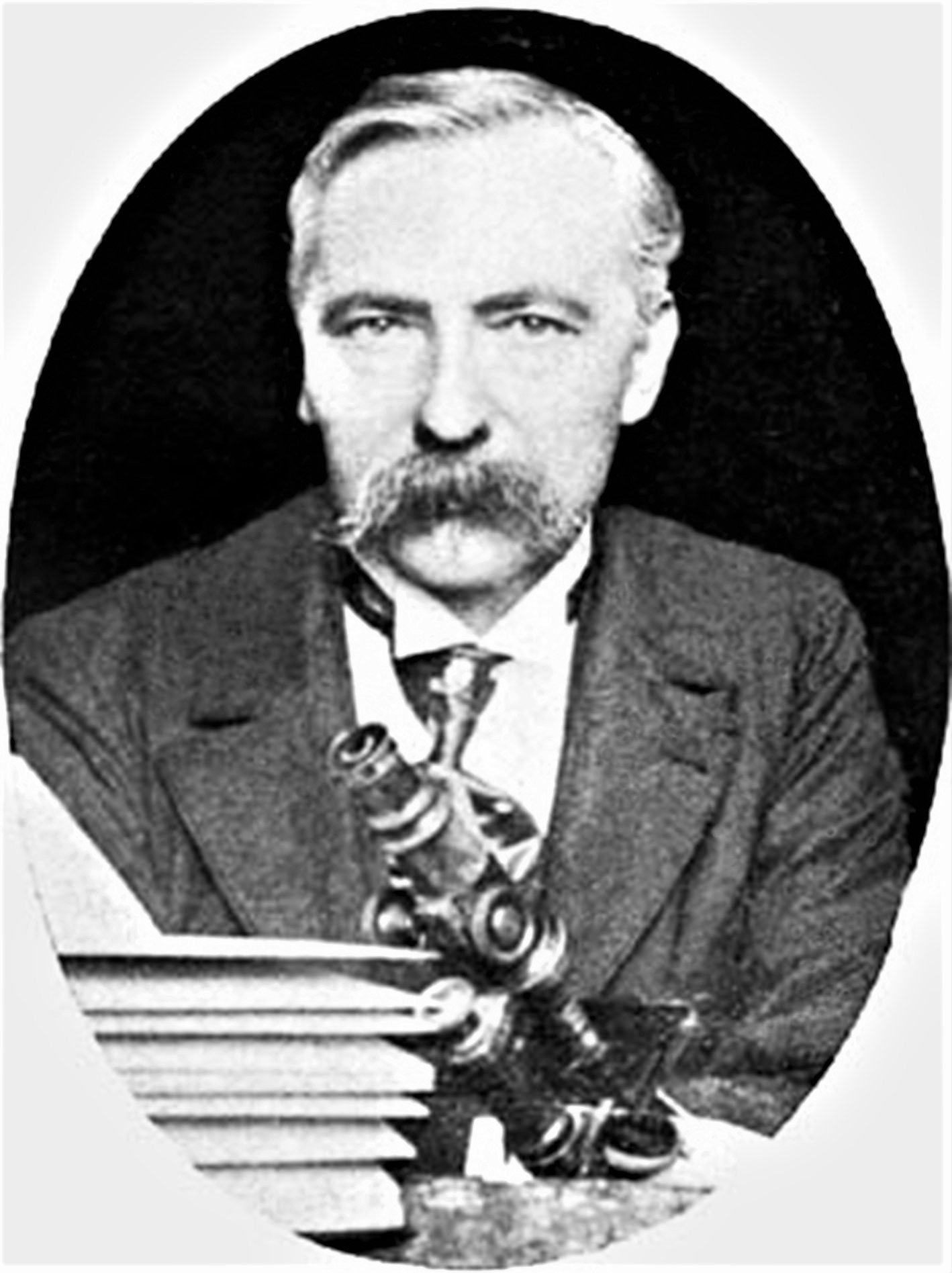
Narcisse Théophile Patouillard (1854-1926)

ナルシス・テオフィル・パトゥイラール（Narcisse Théophile Patouillard、1854年7月2日 - 1926年3月30日）は、フランスの薬剤師、菌類学者である。
ジュラ県のマコルネに生まれた。ブザンソンで学んだ後、パリの薬学高等学院（École Supérieure de Pharmacie）で学んだ。1884年に資格を得て、その後の40年間、フランスの各地で薬剤師として働いた。1893年から1900年の間、薬学高等学院で菌類学の助手（préparateur）を務めた。1920年にはイギリス菌類学会の名誉会員となった。
菌類の分類学研究の権威であり、非常に多くの菌類の記載を行った。250ほどの論文を執筆し、特にブラジル、ジャワ島、ニューカレドニア、メキシコなど熱帯地域の菌類の研究で知られる。
子嚢菌門の菌類の属名、Patouillardiella Speg.や多くの種に献名されている。

## 著作
- Tabulae analyticae Fungorum (Analytic tables of fungi), 1883-1889.
- Les Hyménomycètes d'Europe. Anatomie générale et classification des champignons supérieurs (The Hymenomycetes of Europe. General anatomy and classification of the higher fungi) 166 pp. 1887.
- Fragments mycologiques: Notes sur quelques champignons de la Martinique (Notes on certain mushrooms of Martinique) in Journal of Botany 3 pp. 335 - 343, 1889.
- Essai taxonomique sur les familles et les genres des Hyménomycètes (Taxonomic essay on the families and genera of Hymenomycetes), 1900.